# Tsjechische kamerverkiezingen 2017
De verkiezingen van de Kamer van Afgevaardigden (Poslanecká sněmovna Parlamentu České republiky) van het Parlement van de Tsjechische Republiek vonden in 2017 plaats op 20 en 21 oktober.
Het ging om vervroegde verkiezingen, die nodig waren wegens een conflict tussen premier Bohuslav Sobotka en president Miloš Zeman. Aanleiding was de positie van de minister van financiën Andrej Babiš, die werd beschuldigd van fraude maar weigerde om op te stappen.

## Uitslag
De Tsjechische miljardair Andrej Babiš, die volgens de peilingen met zijn partij Actie Ontevreden Burgers (ANO) als winnaar uit de bus zou komen, boekte daadwerkelijk een grote verkiezingsoverwinning. Zijn partij werd met bijna 30 procent van de stemmen de grootste en liet daarmee de Democratische Burgerpartij, die ruim 11 procent behaalde, ver achter zich. De Piratenpartij, die de derde partij werd, behaalde voor het eerst zetels in de Kamer van Afgevaardigden.
De Tsjechische Sociaaldemocratische Partij van aftredend premier Bohuslav Sobotka verloor meer dan de helft van zijn zetelaantal en werd slechts de zesde partij.
| Partijen                          | Partijen | Stemmen   | Percentage | Zetels | Verschil |
| --------------------------------- | --- | --------- | ---------- | ------ | -------- |
|                                   | ANO 2011 (ANO)                                                                                                | 1.500.113 | 29,64%     | 78     | 31       |
|                                   | Občanská demokratická strana (ODS)                                                                            | 572.962   | 11,32%     | 25     | 9        |
|                                   | Česká pirátská strana (Piráti)                                                                                | 546.393   | 10,79%     | 22     | 22       |
|                                   | Svoboda a přímá demokracie - Tomio Okamura (SPD)                                                              | 538.574   | 10,64%     | 22     | NIEUW    |
|                                   | Komunistická strana Čech a Moravy (KSČM)                                                                      | 393.100   | 7,76%      | 15     | 18       |
|                                   | Česká strana sociálně demokratická (ČSSD)                                                                     | 368.347   | 7,27%      | 15     | 35       |
|                                   | Křesťanská a demokratická unie - Československá strana lidová (KDU-ČSL)                                       | 293.643   | 5,80%      | 10     | 4        |
|                                   | TOP 09 | 268.811   | 5,31%      | 7      | 19       |
|                                   | Starostové a nezávislí (STAN)                                                                                 | 262.157   | 5,18%      | 6      | NIEUW    |
|                                   | Strana svobodných občanů (Svobodní)                                                                           | 79.229    | 1,56%      | 0      | 0        |
|                                   | Strana zelených (SZ)                                                                                          | 74.335    | 1,46%      | 0      | 0        |
|                                   | ROZUMNÍ – stop migraci a diktátu EU – peníze našim občanům, důchodcům, dětem, zdravotně postiženým… (Rozumní) | 36.528    | 0,72%      | 0      | 0        |
|                                   | REALISTÉ (REAL)                                                                                               | 35.995    | 0,71%      | 0      | NIEUW    |
|                                   | Strana Práv Občanů (SPO)                                                                                      | 18.556    | 0,36%      | 0      | 0        |
|                                   | SPORTOVCI | 10.593    | 0,20%      | 0      | NIEUW    |
|                                   | Dělnická strana sociální spravedlnosti (DSSS)                                                                 | 10.402    | 0,20%      | 0      | 0        |
|                                   | Sdružení pro republiku – Republikánská strana Československa Miroslava Sládka (SPR-RSČ)                       | 9.857     | 0,19%      | 0      | NIEUW    |
|                                   | Řád národa - Vlastenecká unie (ŘN - VU)                                                                       | 8.735     | 0,17%      | 0      | NIEUW    |
|                                   | Občanská demokratická aliance (ODA)                                                                           | 8.030     | 0,15%      | 0      | NIEUW    |
|                                   | Blok proti islamizaci – Obrana domova (BPI)                                                                   | 5.077     | 0,10%      | 0      | NIEUW    |
|                                   | Referendum o Evropské unii (Referendum o EU)                                                                  | 4.276     | 0,08%      | 0      | NIEUW    |
|                                   | Radostné Česko (RČ)                                                                                           | 3.852     | 0,07%      | 0      | NIEUW    |
|                                   | CESTA ODPOVĚDNÉ SPOLEČNOSTI (CESTA)                                                                           | 3.758     | 0,07%      | 0      | NIEUW    |
|                                   | Dobrá volba 2016 (DV 2016)                                                                                    | 3.722     | 0,07%      | 0      | NIEUW    |
|                                   | Česká strana národně sociální (ČSNS)                                                                          | 1.573     | 0,03%      | 0      | NIEUW    |
|                                   | Volte Pravý Blok www.cibulka.net                                                                              | 491       | 0,00%      | 0      | NIEUW    |
|                                   | Společnost proti developerské výstavbě v Prokopském údolí (SPDV)                                              | 438       | 0,00%      | 0      | NIEUW    |
|                                   | Unie Hrdosti, Aktivity, Vlastenectví, Empatie a Lidskosti 2017 (Unie H.A.V.E.L.17)                            | 436       | 0,00%      | 0      | NIEUW    |
|                                   | OBČANÉ 2011-SPRAVEDLNOST PRO LIDI (OBČANÉ 2011)                                                               | 359       | 0,00%      | 0      | NIEUW    |
|                                   | Národ Sobě (NáS)                                                                                              | 300       | 0,00%      | 0      | NIEUW    |
|                                   | Česká národní fronta (ČNF)                                                                                    | 117       | 0,00%      | 0      | NIEUW    |
| Ongeldige stemmen/ blanco stemmen | Ongeldige stemmen/ blanco stemmen                                                                             | 30.306    | —          | —      | —        |
| (opkomst 60,84%)                  | (opkomst 60,84%)                                                                                              | 5.091.065 | 100%       | 200    |          |
| Bron: Český statistický úřad      | |           |            |        |          |

### Overzichtskaarten
Een geografische weergave van resultaten per kiesdistrict van de partijen die verkozen werden in de Kamer van Afgevaardigden.  

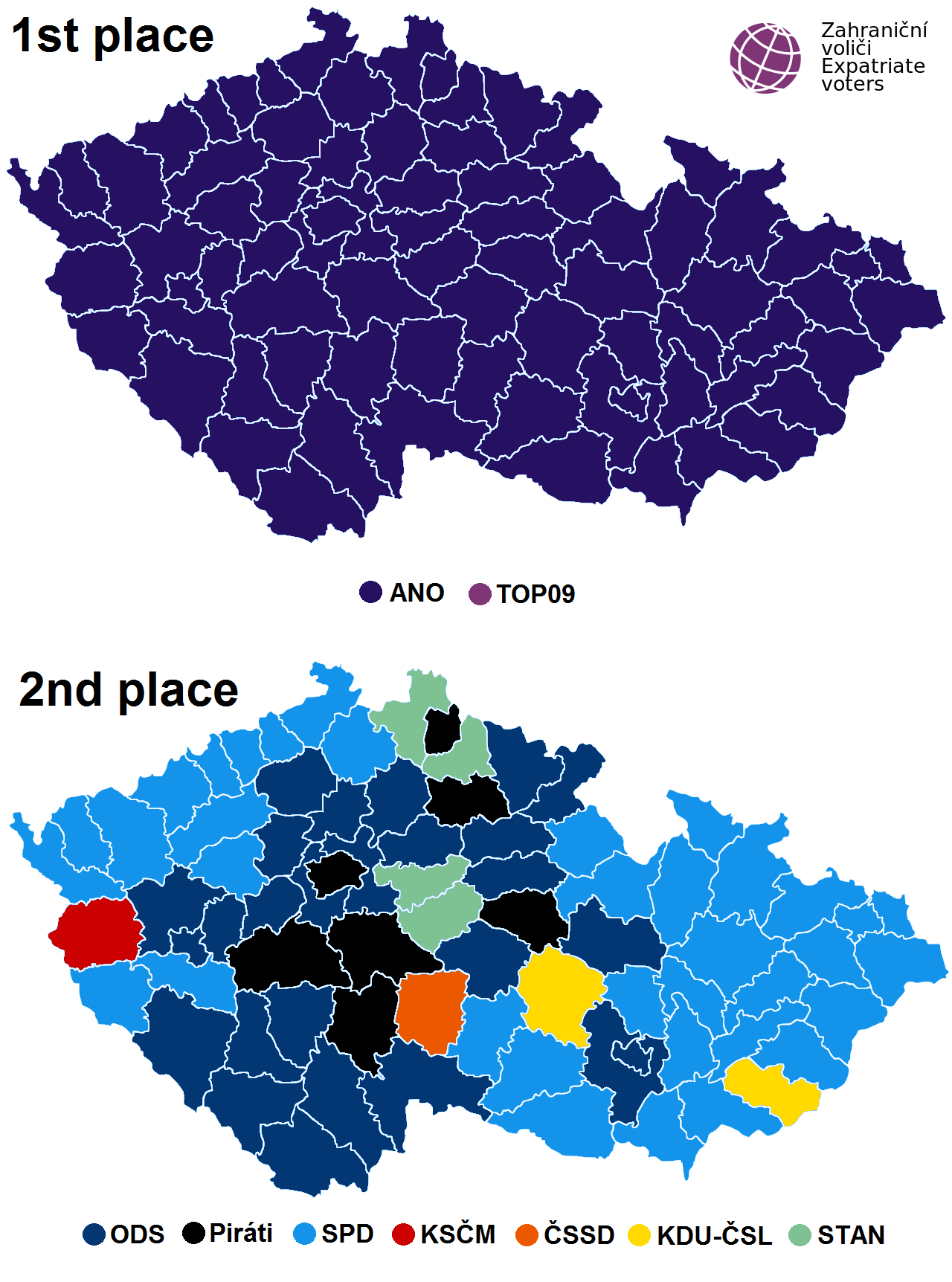
ANO
ODS
Piráti
SPD
KSČM
ČSSD
KDU-ČSL
TOP 09
STAN

## Coalitievorming
Op 22 oktober 2017 kondigde de Tsjechische president Miloš Zeman aan dat hij Andrej Babiš zou benoemen tot premier. Het zal echter moeilijk worden voor Babiš, een meerderheid in het parlement te vinden. Vele partijen hebben immers aangegeven niet met zijn partij te willen regeren, zeker al niet als Babiš, tegen wie een fraudeonderzoek loopt, zelf deel zou uitmaken van die regering.